# Sharpless 2-212
Sharpless 2-212 – obszar H II (również mgławica emisyjna) znajdujący się w konstelacji Perseusza w odległości 25 000 lat świetlnych od Ziemi. Został skatalogowany przez Stewarta Sharplessa w jego katalogu pod numerem 212. Sharpless 2-212 rozciąga się na około 20 lat świetlnych.
W centrum obszaru Sharpless 2-212 znajdują się masywne gwiazdy należące do gromady otwartej NGC 1624. Energetyczne światło tych gwiazd jonizuje otaczające je atomy wodoru wzbudzając czerwone światło. Obszar ten zawiera również niewielkie ilości pyłu oraz pierwiastków ciężkich jak atomy siarki. Pył skutecznie pochłania światło, a emisja siarki podświetla obszar na niebiesko. Sharpless 2-212 ma wyraźne granice na skraju obszaru H II.